# Nangang, Harbin
Nangang är ett stadsdistrikt i Harbin i Heilongjiang-provinsen i nordöstra Kina.